# 星ナオミ
星ナオミ（ほし ナオミ、1938年 - ）は、日本の女優。日活映画でバイプレイヤーとして活躍した。

## 代表作
- 『拳銃無頼帖 不敵に笑う男』（1960年）……キャバレーのダンサー
- 『峠を渡る若い風』（1961年）……旅回りの演芸一座のストリップダンサー、マリリン朱。
- 『愛と死のかたみ』（1962年）
- 『探偵事務所23 くたばれ悪党ども』（1963年）……ショーダンサーのサリー役。宍戸錠演じる探偵がカジノで金を借りたまま消えてしまったが、再会する。
- 『野獣の青春』（1963年）……武智の情婦・桂子。

## 歌
『六三年のダンディ』
- 作曲：伊部晴美
- 作詞：滝田順
- 歌唱：星ナオミ，宍戸錠